# Paulo II de Alexandria
Paulo II de Alexandria, dito o Negro, foi o patriarca ortodoxo siríaco de Antioquia entre 550 e 575.

## Vida e obras
Ele se tornou um monge no Mosteiro de Gubba Baraya e estudou tanto o grego quanto o siríaco. Ele então se tornou o secretário (sincelo) do patriarca Teodósio I de Alexandria e foi deposto por seu envolvimento com os melquitas.
 

Acredita-se que ele tenha morrido em 581. 